# تلمبة غروه كوهستاني (مشيز بردسير)
تلمبة غروه کوهستاني (بالفارسية: تلمبه گروه کوهستانی) هي مستوطنة تقع في إيران في كرمان. يقدر عدد سكانها بـ 28 نسمة بحسب إحصاء 2016.